# آردا (ماریتسا)
آردا (بلغاری: Арда [ˈardɐ]، یونانی: Άρδας [ˈarðas]، ترکی استانبولی: Arda [ˈaɾda])، رودی در بلغارستان و یونان به طول ۲۹۰ کیلومتر است. این رود ریزابه ای از ماریتسا (یا ارووس) است. سرچشه آن در رشته‌کوه‌های ردوپه نزدیک روستای آردا، بخشی از منطقه شهری اسمولیان است. این رود به سمت شرق جاری شده و از رودوزم، کاردزالی و ایوالوفگراد گذشته و وارد بخش جنوبی یونان در منطقه اوروس می‌شود. به ماریتسا در مرز یونان و ترکیه، بین روستای کستانیز و شهر ترکیه‌ای ادرنه وارد می‌شود. در بخش بلغارستانی رود، سه سد برق آبی و آبیاری کننده روی آن وجود دارد به نام‌های: سد کاردژالی، استودن کلادنتس و سد ایوایلوگارد. بخش بلغارستانی آن ۲۲۹ کیلومتر طول داشته، که موجب می‌گردد تا این رود به طولانی‌ترین رود از رشته‌کوه‌های ردوپه تبدیل گردد. پل قوسی دیاولسکی موست (Dyavolski most)، در فاصله ده کیلومتری آردینو از روی آن رد می‌شود.
سه سیل در تاریخ ۱۸ فوریه ۲۰۰۵ در این رود بوقوع پیوست، هنگامی که در ۱ و ۷ مارس ۲۰۰۵ سطح آب به ۴٫۸ متر رسید، نواحی پایین دست سیل زده شدند، به‌خصوص ناحیه کاستانیز که تبدیل به مرداب شد. ادغام آب‌های ماریتسا (اوروس/مریچ) موجب شد که خیابان‌ها و ساختمان‌ها، از جمله خانه‌ها سیل زده شده و باعث گیر افتادن مردم در خانه‌هایشان شود.
قله آردا در جزیره لیوینگستون در جزایر شتلند جنوبی واقع در جنوبگان و ماده معدنی آردائیت (ardaite) براساس نام این رود، نامگذاری شده‌اند.

## نگارخانه

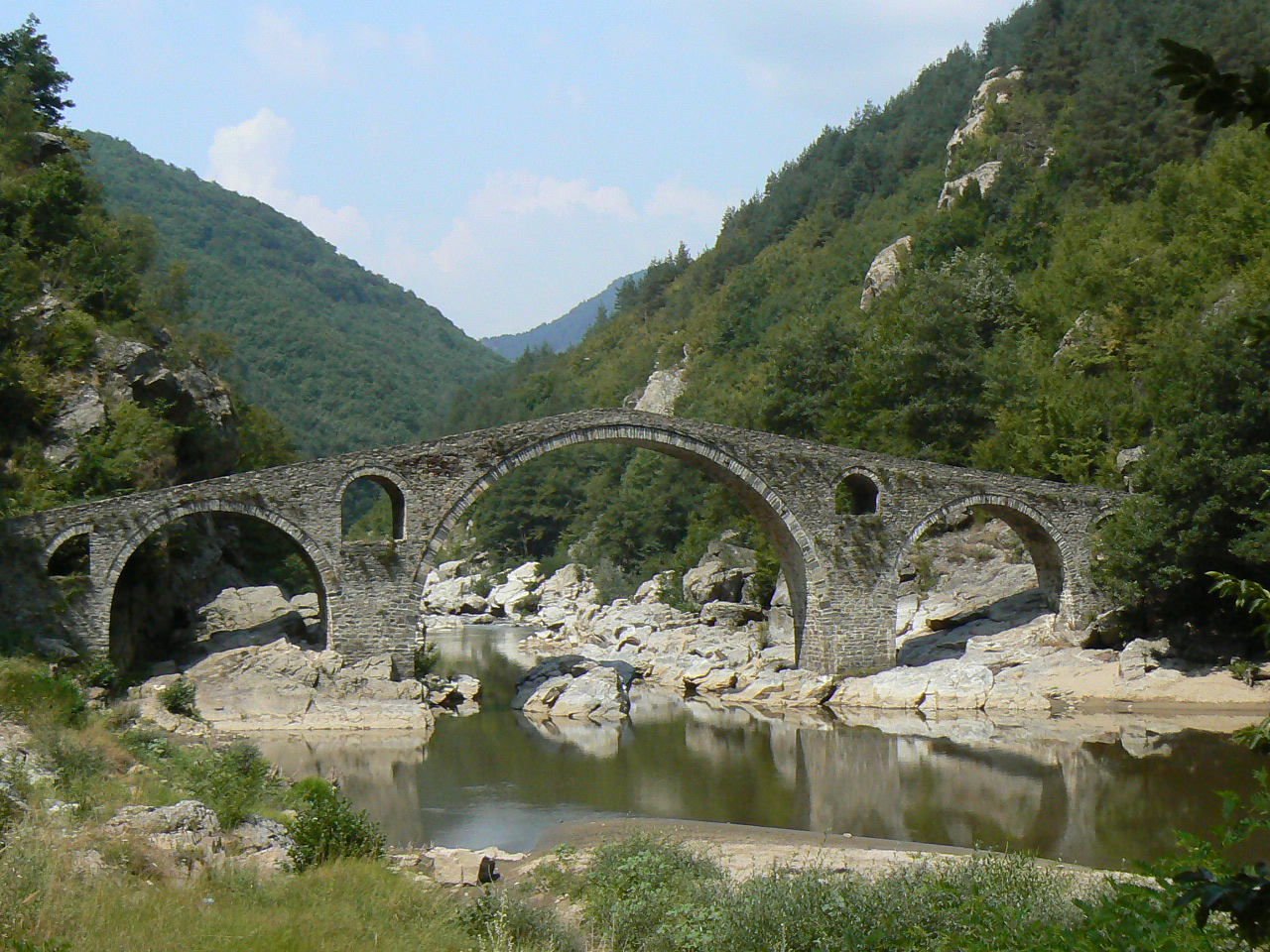
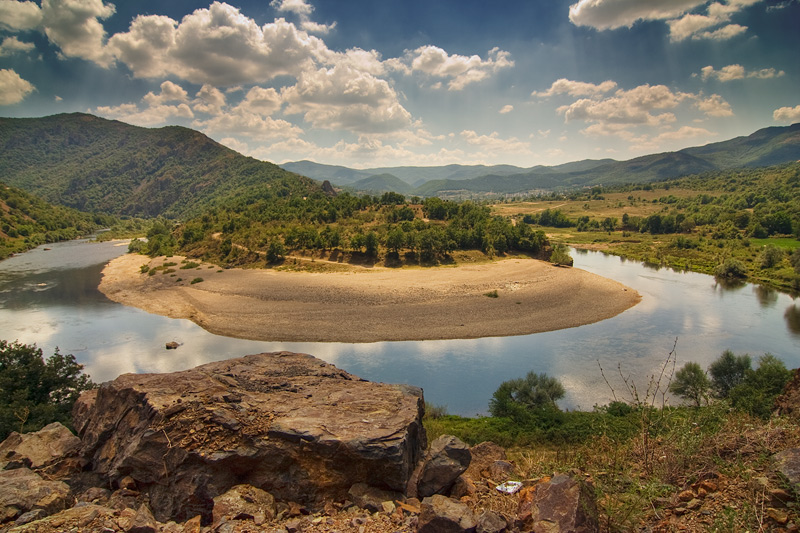
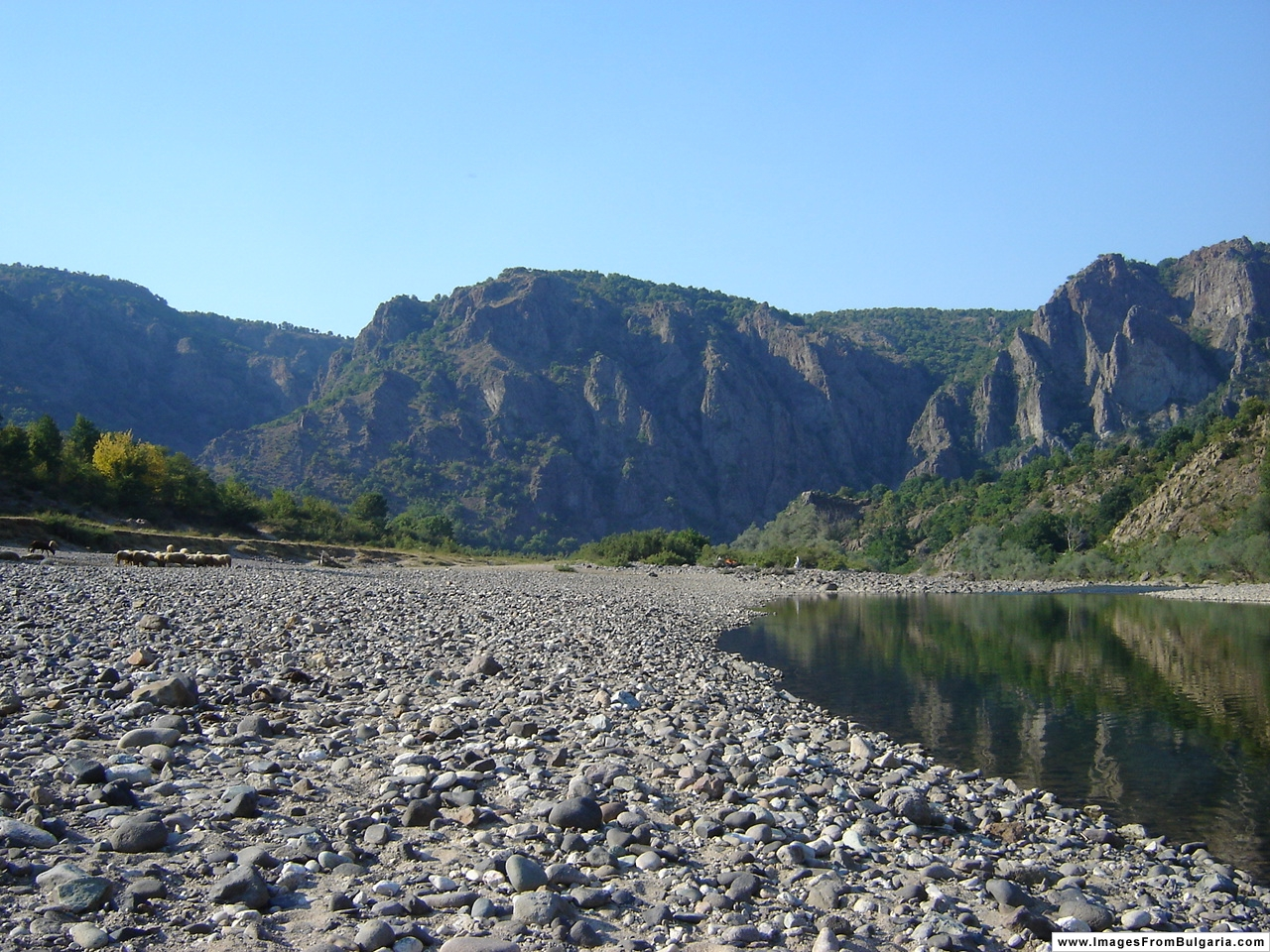
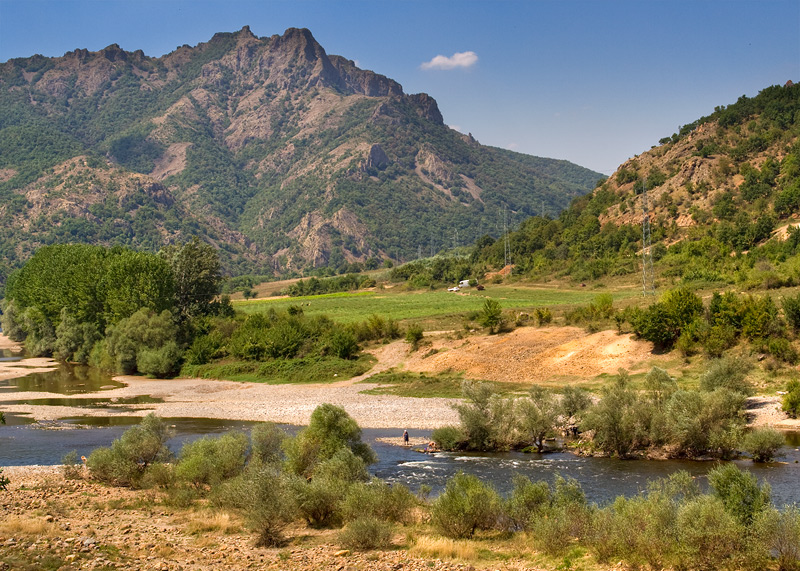
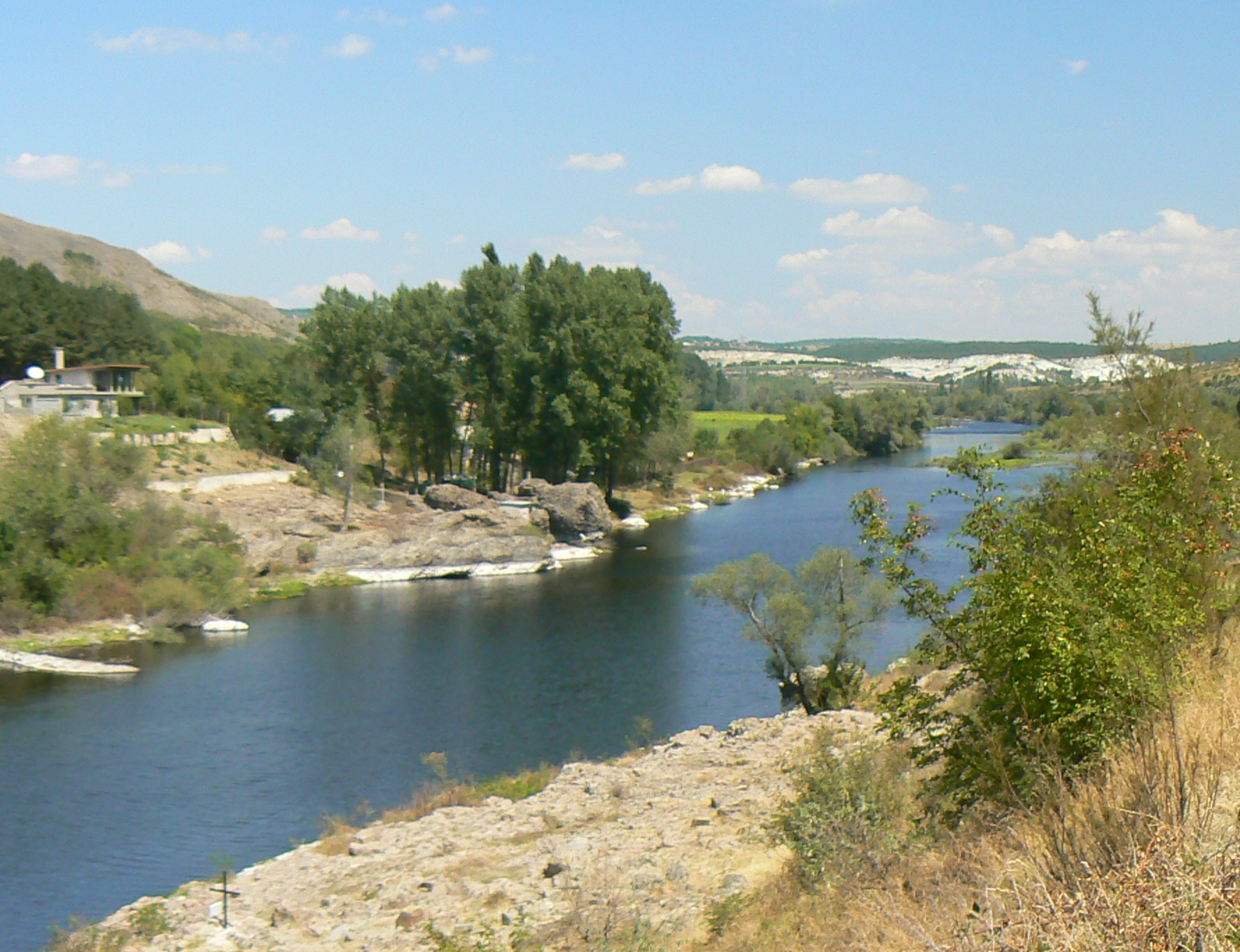